# University of Scranton Press
La University of Scranton Press fue la editorial universitaria de la Universidad de Scranton, con sede en Scranton, Pensilvania. La editorial publicó más de 200 libros y otras publicaciones entre 1988 y 2010. La mayor parte del catálogo de la University of Scranton Press son trabajos académicos que tratan sobre temas religiosos, como el catolicismo, el judaísmo y la tradición jesuita, así como temas regionales específicamente relacionados con el noreste de Pensilvania. La casa editora publicó aproximadamente 24 publicaciones al año durante su apogeo.

## Historia
La University of Scranton Press fue fundada en 1988 por el padre Richard W. Rousseau, S.J., quien se desempeñó como presidente del Departamento de Teología y Estudios Religiosos de la Universidad en ese momento. A mediados de la década de 1990, el padre Rousseau contrató a la diseñadora gráfica Trinka Ravaioli para diseñar las portadas de sus publicaciones, labor que realizó desde mediados de la década de 1990 hasta que la editora dejó de publicar en 2010.
Aproximadamente un tercio de los libros de la University of Scranton Press y otras publicaciones tratan directamente temas relacionados con el noreste de Pensilvania, incluida su historia, cultura y economía. Muchos de los libros fueron escritos o presentados por autores y escritores locales basados en la región. Los títulos relacionados con el catolicismo, con énfasis en temas jesuitas, constituían la mayor parte del resto del catálogo de la prensa. Algunas de las publicaciones más recientes de la editora incluyen una biografía de Edith Stein y un libro que explora la vida de los inmigrantes europeos de principios del siglo XX, que trabajaron como mineros de carbón en Pensilvania.
La University of Scranton Press se encontraba en el Centro de Arte Smurfit de la Universidad de Scranton, una antigua iglesia universalista comprada por la universidad en 1987. La editorial es fundadora de la Association of Jesuit University Presses, pero no fue miembro actual de la Asociación de imprentas universitarias americanas en 2010.

## Cierre
La University of Scranton Press comenzó a rechazar la presentación de nuevos trabajos a principios de 2010. En agosto de 2010, el rector y vicepresidente de asuntos académicos de la Universidad de Scranton, Harold Baillie, anunció que la editora cerraría a fines del verano de 2010, aduciendo reducción de costos y cambios en las prioridades financieras.